# True West (gruppo musicale)
I True West sono un gruppo musicale statunitense originario della California generalmente considerato come appartenente alla scena del Paisley Underground.
Si sono formati nella valle di Sacramento all'inizio degli anni ottanta ed hanno proseguito l'attività fino al 1987. Nel 2006 si sono riformati e sono tuttora attivi.
La mente creativa del gruppo è il chitarrista Russ Tolman membro con Steve Wynn e Kendra Smith dei Suspects, che muteranno successivamente in The Dream Syndicate.
Lo stile del gruppo è debitore sia della psichedelia, del folk rock di matrice Byrds come anche dell'innovazione chitarristica apportata da gruppi new wave come i Television.

## Formazione
- Gavin Blair - cantante
- Richard McGrath - chitarrista
- Russ Tolman  - chitarrista

## Discografia

### Album
- Hollywood Holiday (New Rose Records)
- Drifters (1984, PVC/Passport)
- Hand of Fate (1986, CD Presents)
- The Big Boot — Live at the Milestone (Bring Out Your Dead)

### EP
- True West – 12" 33⅓ (1983, Bring Out Your Dead Records)
- Best Western

### Singoli
- Lucifer Sam/Mas Reficul (1982)